# 江南朝鲜族满族乡
江南朝鲜族满族乡（中国朝鲜语：／）是中华人民共和国黑龙江省牡丹江市寧安市下辖的一个民族乡。

## 行政区划
江南朝鲜族满族乡下辖以下村级行政区划单位：
新兴村、新城村、勇进村、嘎斯村、榆林村、大唐村、宝山村、东安村、四方村、马家村、东升村、新顺村、永胜村、明星村、永安村、解放村、双富村、东兴村、星光村、缸窑村、宁东村、清泉村、簸箕村、永乐村和福兴村。